# Conte de fades

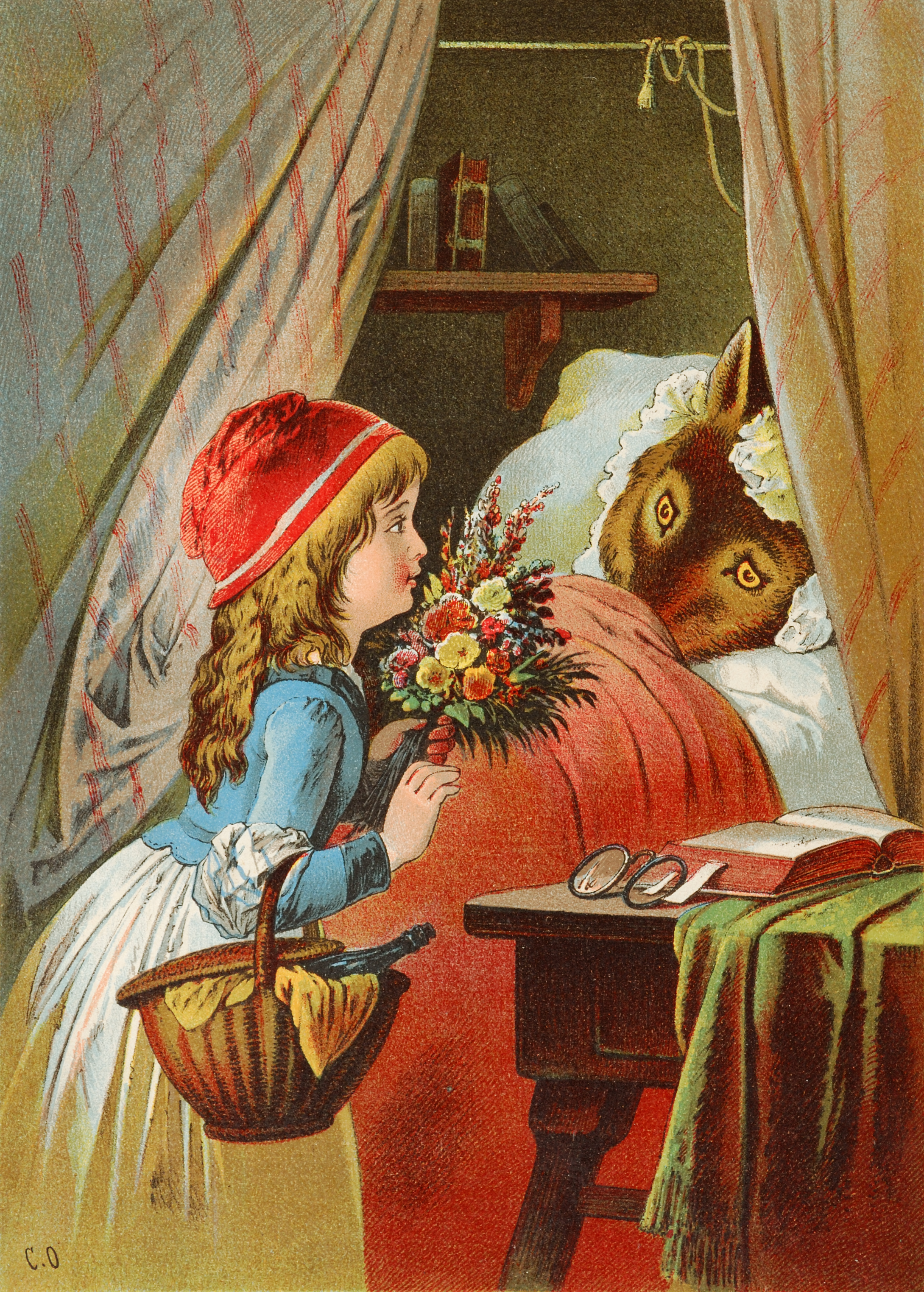
Il·lustració de Carl Offterdinger del conte de fades europeu Caputxeta Vermella

El conte de fades o una rondalla és un tipus de conte tradicional o ficció on apareixen elements de màgia, criatures pròpies del folklore -com ara fades, follets, elfs, bruixes, sirenes, trols, gegants, gnoms i animals parlants -i sovint un ensenyament moral. El terme s'usa modernament per parlar d'històries que acaben gairebé sempre bé o on intervé l'element meravellós i la fantasia. En el llenguatge contemporani, així com fora del context literari, el terme és utilitzat per descriure una cosa que està vinculat amb  princeses. Per això, hi ha expressions com ara «un final de conte de fades» -un final feliç- De la mateixa manera, en l'aspecte col·loquial un «conte de fades» pot ser associat amb qualsevol història rocambolesca i extraordinària. En general, aquest tipus de relats sol atreure els nens petits, al compenetrar aquests de forma fàcil i ràpida amb els personatges arquetípics de cada història.
En les cultures on els dimonis i les bruixes són percebuts com a éssers reals, els contes de fades poden mimetitzar-se amb el gènere de les llegendes, en el qual el context és percebut, tant pel narrador com pels oients, com si es tractés d'una realitat històrica. No obstant això, a diferència de les llegendes i epopeies, que tendeixen a tenir referències superficials a la religió i a llocs, persones i successos reals, aquest tipus d'històries té lloc en un període indefinit («Hi havia una vegada») més que en un instant precís.
Els contes de fades es troben sigui en forma oral o literària. Intentar detallar amb exactitud el seu desenvolupament històric en resulta una tasca difícil, ja que només les formes escrites han estat capaços de sobreviure amb el pas el temps. No obstant això, l'evidència escrita almenys dona una indicació que els contes de fades han existit durant milers d'anys, encara que potser no reconeguts des d'un principi com un gènere pròpiament dit; el terme «conte de fades» es va aplicar a partir de l'obra de Madame d'Aulnoy, que va proposar la denominació francòfona «Contes des Fées». Molts d'aquests relats han evolucionat fins a la forma en què es coneixen avui en dia a partir d'històries amb centenars d'anys d'antiguitat, aparegudes amb múltiples variants i recollides pels folkloristes. Fins i tot, se segueixen redactant contes de fades i obres derivades del mateix gènere. Els folkloristes han classificat els contes de fades de diverses formes; entre les més notables agrupacions estan el sistema d'Aarne-Thompson i l'anàlisi morfològica de l'erudit Vladímir Propp. D'altra banda, altres folkloristes han interpretat el significat dels contes, però no hi ha cap moviment intel·lectual que hagi abordat el significat d'aquest tipus de relats.
Tot i que els primers contes de fades estaven destinats principalment a les audiències adultes, i en menor grau als nens, aquests van començar a associar-se amb els infants des dels escrits dels preciosistes. Des que els germans Grimm titulessin la seva col·lecció com  Kinder- und Hausmärchen  (trad. Literal: «  Contes dels nens i la llar »), el vincle amb els nens ha anat enfortint-se amb el transcurs dels anys. Els Germans Grimm són els principals recopiladors de contes de fades.
Joseph Campbell afirma que aquestes similituds provenen del fet que en realitat segueixen els esquemes universals de la mitologia, especialment el referit al monomite o camí de l'heroi.

## Característiques
Els contes de fades inclouen una aventura amb elements meravellosos o fantàstics (no solament amb fades malgrat el nom) que tenen lloc en un lloc o passar remot i que poden servir tant per entretenir com per transmetre un ensenyament moral. Aquesta funció didàctica els ha acabat associant a la literatura infantil, malgrat la cruesa d'algunes escenes originals, i explica el fort maniqueisme del punt de vista. Inclouen repeticions, localitzacions simbòliques (com el bosc) i personatges estereotipats.
Tot i que el conte de fades és clarament un gènere distintiu, la definició que marca a una obra com un relat d'aquest tipus és font de controvèrsies. Vladímir Propp, a la seva Morfologia del conte, va criticar la distinció entre «contes de fades» i «relats d'animals» basant-se en el fet que molts contes contenen tant elements com animals fantàstics. No obstant això, per seleccionar obres per a la seva anàlisi, Propp va utilitzar tots els contes populars russos classificats en el conjunt de tipus 300-749 en el sistema de classificació Aarne-Thompson -en un intent per brindar-los una distinció- per establir pròpiament un nou grup de contes. el seu propi treball va identificar als contes de fades pels elements de la trama, encara que l'hi va criticar perquè la seva anàlisi no s'aplica fàcilment als contes que no impliquin una recerca i, a més, els mateixos elements de la trama se'ls pot trobar en obres que no són considerades com contes de fades.

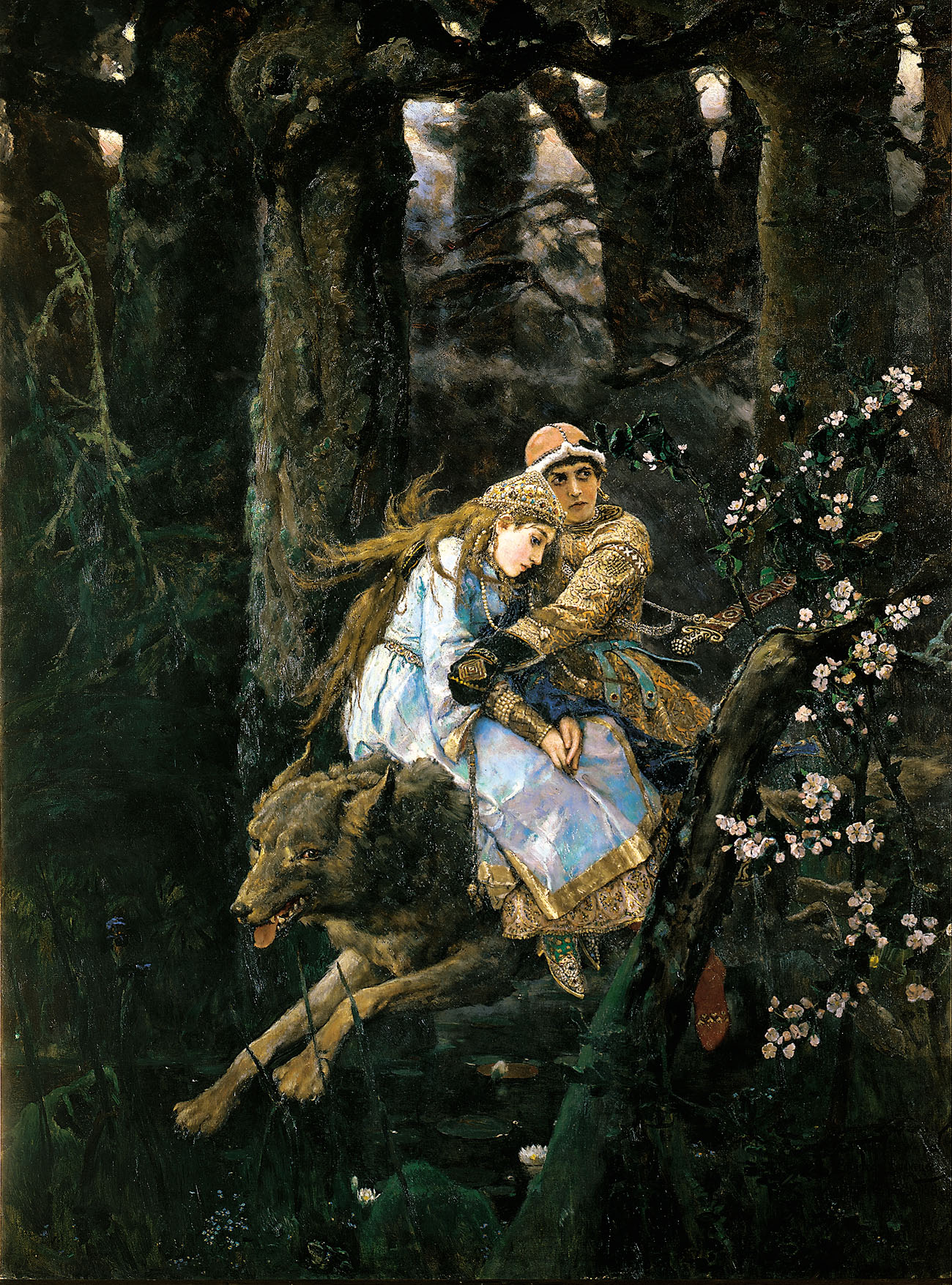
El conte rus El tsarevitx Ivan, l'ocell de foc i el llop gris no conté fades, sinó un llop parlant

Un punt sobre el qual hi ha consens generalitzat és que la naturalesa d'un conte no depèn de si les fades hi apareixen. Moltes persones, entre elles Angela Carter en la seva introducció al Virago Book of Fairy Tales («Llibre virago dels contes de fades»), han observat que una gran part dels anomenats contes de fades no contenen els esmentats éssers fantàstics. Això es deu en part a la història del terme en anglès, «fairy tale», que deriva de la frase francesa «conte de fées» i que va ser usada per primera vegada en la col·lecció de Madame d'Aulnoy l'any 1697.
Tal com Stith Thompson i Carter fan notar, els animals parlants i la presència de la màgia semblen ser més comuns en el gènere que les mateixes fades. no obstant això, la mera presència d'animals que parlen no converteix un relat en un conte de fades, sobretot quan l'animal és clarament una màscara d'un rostre humà, com succeeix a les faules. en el seu assaig Sobre els contes de fades, J. R. R. Tolkien va manifestar estar d'acord amb l'exclusió de les «fades» de la definició, concebent als contes de fades com històries sobre les aventures dels homes en «Faërie», la terra de les fades, els prínceps i princeses, nans, elfs, i no solament espècies màgiques sinó moltes altres meravelles. tot i això, l'assaig omet contes que són considerats contes de fades, com ara The Heart of a Monkey, inclòs a el llibre lila dels contes de fades de Andrew Lang.
Steven Swann Jones va considerar que la màgia és la característica que permet diferenciar els contes de fades d'un altre tipus de narracions. al seu torn, Davidson i Chaudri van identificar la «transformació» com el tret principal del gènere. Des d'un punt de vista psicològic, Jean Chiriac va subratllar la necessitat dels elements fantàstics en aquest tipus de narrativa.
Alguns folkloristes prefereixen utilitzar el terme alemany «Märchen» (trad. Lit: «conte meravellós») per referir-se al gènere, una pràctica que s'ha reforçat amb la definició de Thompson en la seva edició de 1977 de The Folktale: «un conte de certa longitud que implica una successió de motius o episodis. Es mou en un món irreal, sense localitat o criatures definides i està ple de coses meravelloses. En aquesta terra de mai més, els herois humils maten als seus adversaris, hereten els regnes i es casen amb princeses». Els personatges i motius dels contes de fades són simples i arquetípics: princeses, fills joves i prínceps valents, ogres, gegants, dracs, trols, madrastres malvades i falsos herois, fades protectores i altres ajudants màgics, sovint cavalls, guineus o aus parlants, muntanyes de vidre així com prohibicions i ruptura de restriccions. Altres característiques dels contes -la rítmica, el grotesc, l'estrany i el graciós- són mera recreació per a alegria dels nens, mentre que els perills i terrors els inspiren fascinació. Els contes de fades són l'escenari del món de la infància, un regne de vida vicaria, més elemental i lliurement ple de fantasies que els drames perfeccionistes dels adults sofisticats l'acceptació arrelada de lligar les realitats exigeix coses més severes. Italo Calvino va citar els contes de fades com el principal exemple de «vivesa» a la literatura, a causa de la brevetat i consistència de les seves històries.

### Evolució del terme
D'acord amb l'autora Rosemary Jackson, en la seva obra Fantasy: the literature of subversion, els contes de fades difereixen dels relats fantàstics en qüestions narratives, ja que són neutrals, impersonalitzades i ofereixen un context per separat de la perspectiva del lector. El consumidor d'aquest tipus d'històries passa a convertir-se en un receptor passiu d'una sèrie de fets que li ocorren al protagonista sense permetre la seva involucració en la història, mentre que els relats fantàstics qüestionen els principis morals i socials dels personatges i del lector al mateix temps, enmig d'una combinació d'elements com el romanç i la nostàlgia, entre d'altres. al seu torn, l'escriptor Tzvetan Todorov ofereix una distinció pròpia del gènere en el seu llibre The fantastic: a structural approach to a literary gènere, on destaca l'estil de redacció dels contes de fades com un dels seus trets característics que permet distingir al gènere dels relats fantàstics; en especial, es refereix a l'estructura de les trames.
Al principi, les històries que ara cataloguem com contes de fades eren només un tipus de conte i no eren concebudes com un gènere independent. El terme alemany «Märchen» literalment significa «conte», de manera que no intenta referir-se a un tipus específic d'obra. No va ser sinó fins a l'època de la literatura de la Renaixença que el gènere va començar a ser definit, ja que els escriptors d'aquest període van començar a delimitar una classificació de contes que es va consolidar a través de les obres de molts altres escriptors, per conformar-se com un gènere inqüestionable amb els escrits dels germans Grimm. En aquest procés de consolidació, els artistes del Preciosisme van encunyar el terme específic que identificaria el gènere alhora que van començar a escriure ells mateixos contes de fades; la denominació prové específicament de Madame d'Aulnoy, qui va proposar l'etiqueta «contes de fée».
Abans que es definís el gènere de la fantasia, molts treballs, que generalment es classifiquen com relats fantàstics, eren catalogats com contes de fades, incloent-hi les novel·les El hòbbit de Tolkien, la rebel·lió dels animals de George Orwell, El meravellós Mag d'Oz de Lyman Frank Baum i The Turn of the Screw de Henry James. de fet, Sobre els contes de fades de Tolkien conté discussions sobre el worldbuilding (o procés de construcció de mons imaginaris), reflexions que són considerades una part vital de la crítica del gènere fantàstic. Tot i que la fantasia, particularment en el subgènere «fantasia de conte de fades», es basa en gran manera en els motius dels contes de fades, actualment tots dos gèneres són apreciats com apartats diferents.

### Folklore i versions escrites

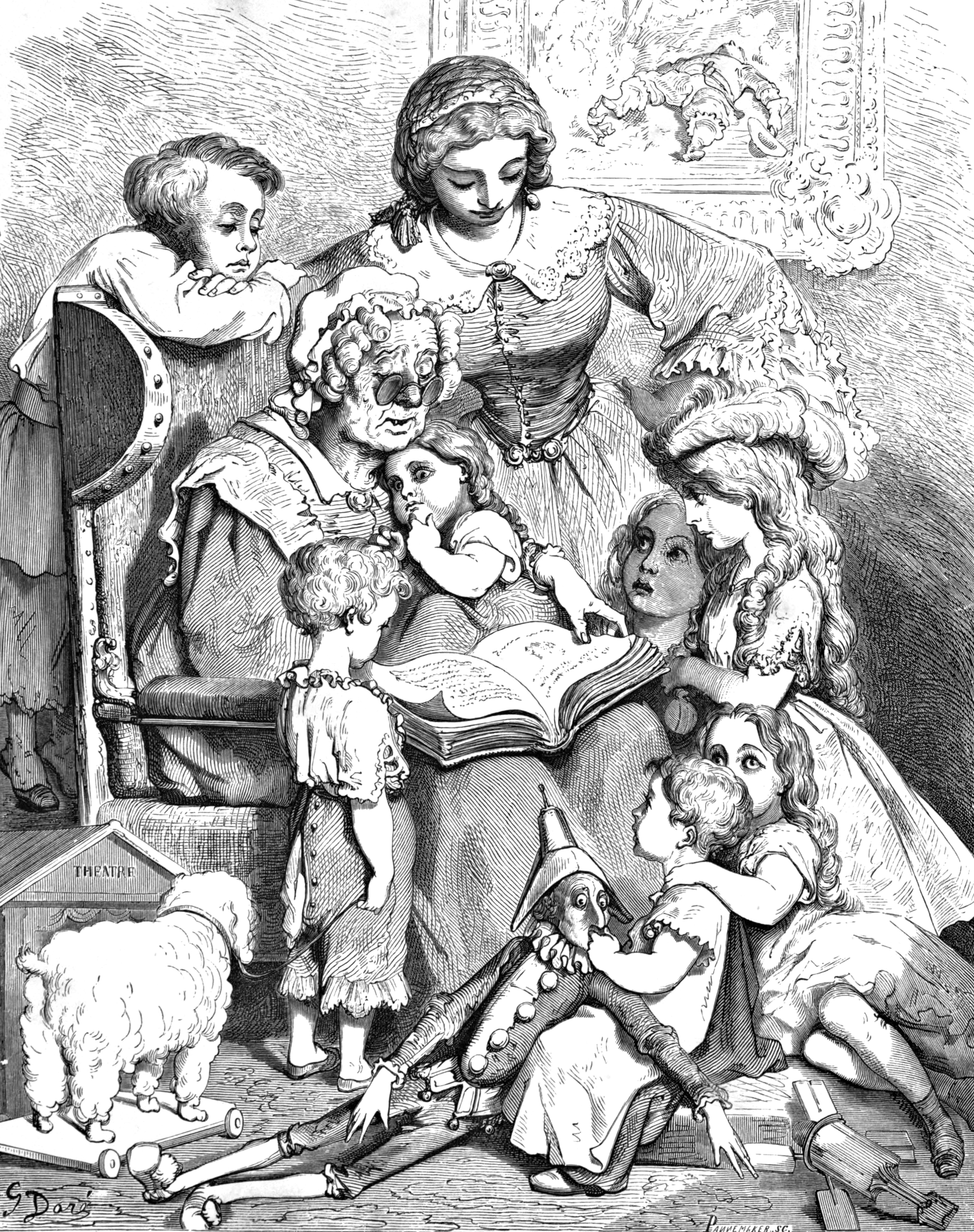
Una il·lustració de Mamà Oca per Gustave Doré, on el personatge li està llegint contes de fades a un grup de nens.

El conte de fades, en la seva expressió oral, és una de les manifestacions del conte folklòric. De fet el conte de fades conviu en l'oralitat amb altres tipus de narracions com l'epopeia, llegenda o mite i en tal forma no té autor; es tracta de relats que no estaven dirigits en els seus inicis als nens, ja que tenien més aviat un caràcter anecdòtic (és a dir, comptaven coses que passaven en llogarets o boscos així com els somnis i ambicions de les classes baixes) i que possiblement es van deformar per la transmissió oral amb l'addició del fantàstic. Diversos escriptors han redactat igualment relats pertanyents al gènere, als quals se'ls denomina amb la paraula alemanya Kunstmärchen («contes de fades literaris»). Les formes més antigues, des del clàssic  hindú  Pantxatantra  fins al  Pentameró , mostren una considerable reelaboració de les formes orals. els germans Grimm van estar entre els primers que van intentar preservar les característiques dels registres orals. Fins i tot, les històries impreses sota la seva autoria han estat editades en més d'una ocasió per adaptar-les a la forma escrita.
Tots dos tipus de contes de fades, en la seva forma escrita i oral, van intercanviar lliurement trames, motius i elements entre si, així com amb altres contes estrangers. Diversos folkloristes del segle xviii van intentar recuperar el folklore «pur» que encara no s'havia vist afectat per les versions escrites. Tot i que l'evidència assenyala l'existència de contes orals milers d'anys abans que les formes escrites, no es té coneixement de contes que guardin reminiscència del «folklore pur». Cal assenyalar que cada conte de fades literari s'inspira en les tradicions populars, encara que sigui només evident en la paròdia; per tant, això fa impossible traçar les formes de transmissió d'un conte de fades. A més, se sap que les persones que compten aquest tipus de relats via oral llegeixen contes de fades en forma escrita, per tal d'incrementar el seu nombre d'històries i interpretacions. en l'actualitat, hi ha narradors orals que es formen per relatar contes en veu alta, siguin contes d’autors contemporanis o contes populars, com els de fades.

## Història

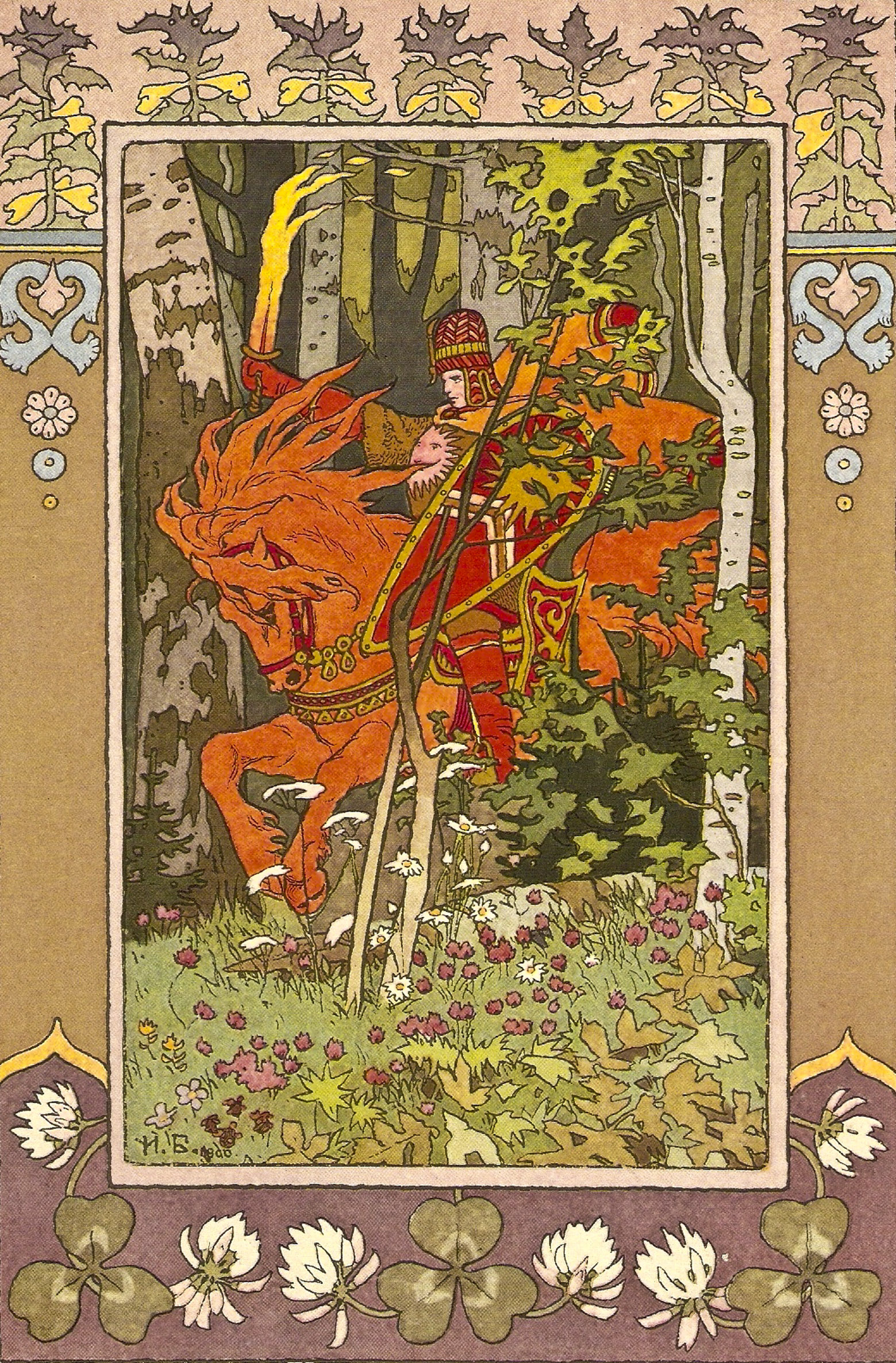
Una il·lustració de Ivan Bilibin del conte de fades rus sobre Basilisa la bella.

### Antiguitat, Edat Mitjana i Renaixement
La tradició oral dels contes de fades va arribar molt abans que la forma escrita; a l'inici, les narracions eren comptades o difoses davant d'una audiència en forma histriònica pel narrador, en lloc de ser escrites, i es transmetien de generació en generació. A causa d'això, l'anàlisi del seu desenvolupament històric és notablement confús. Els contes de fades escrits més antics dels que es té notícia van sorgir en l'antic Egipte, cap al 1300 aC (Per exemple, la Història dels dos germans), reapareixent de tant en tant en la literatura escrita de cultures lletrades. Exemples d'això poden trobar-se en l'autor romà Apuleu i la seva obra  L'ase d'or , en la qual s'inclou la narració «Cupido i Psique» (Antiga Roma, 100-200 dC); també hi ha la col·lecció de faules índies titulada  Pantxatantra  (Índia, 200-300 dC) com a exemple del conte de fades en l'antiguitat. No obstant això, es desconeix en quina mesura aquests reflecteixen els veritables contes tradicionals, fins i tot del seu propi temps. L'evidència estilística indica que aquestes obres, juntament amb moltes col·leccions posteriors, reelaboraren els contes populars de tal manera que se'ls va adaptar a les formes escrites. El que mostren és que el conte de fades té arrels antigues, fins i tot superant en antiguitat a la recopilació de contes màgics Les mil i una nits (compilada cap a 1500 dC.), en la qual figuren Baital Pachisi i la Història de Bel i el Drac. A més d'aquestes col·leccions i els contes individuals, a la Xina, l'obra Lie Zi i el filòsof Zhuangzi, tots dos pertanyents a sistema taoista, van incloure o van difondre contes de fades. En la definició més àmplia del gènere, els primers contes de fades occidentals que van aconseguir notorietat són els d'Isop (segle VI aC) a l'antiga Grècia, encara que en un sentit més estricte, les narracions d'Isop són faules o apòlegs.
Les al·lusions als contes de fades predominen en col·leccions medievals com Els contes de Canterbury de Geoffrey Chaucer, o ja en el Renaixement en el poema èpic The Faerie Queene d'Edmund Spenser i els guions teatrals de William Shakespeare. Igual que l'aigua i la sal i Cap O' Rushes , El rei Lear pot ser considerat com una variant literària dels contes de fades. en si, aquesta història va tornar a aparèixer en la literatura occidental en els segles XVI i XVII, amb la col·lecció Les nits agradables de Giovanni Francesco Straparola (Itàlia, 1550 i 1553), la qual conté diversos contes de fades en els seus relats, i els contes  napolitans de Giambattista Basile (Nàpols, 1634-1636), tots ells pertanyents al gènere. Carlo Gozzi va fer ús de diversos motius del gènere entre els seus escenaris de comèdia de l'art, incloent-hi un basat en The Love For Three Oranges (1761), escrit per Basile. Simultàniament, Pu Songling, a la Xina, va incloure diversos contes de fades en la seva col·lecció, Strange Stories from a Chinese Studio (publicada de forma pòstuma en 1766). El conte de fades es va fer popular entre els preciosistes francesos de la classe alta (1690 - 1710), i entre els contes comptats en aquells temps estaven els de Jean de la Fontaine i els contes de Charles Perrault (1697), qui va estabilitzar en les seves formes actuals a La bella dorment i Ventafocs. Tot i que les col·leccions de Straparola, Basile i Perrault contenen les formes més antigues conegudes de diversos contes de fades, en l'evidència estilística, tots els escriptors van reescriure els contes per proporcionar-los un efecte literari.

### Modernitat i Edat contemporània
Els germans Grimm es van convertir, al costat del seu contemporani Franz Xaver Schönwerth, que va conservar uns cinc-cents contes de fades, en els primers recopiladors a intentar preservar no només la trama i els personatges dels contes, sinó també el seu estil, al compilar contes de fades alemanys. Irònicament, encara que la seva primera edició (1812 i 1815) preval com un tresor per als folkloristes, tots dos es van veure en la necessitat de reescriure els contes en edicions posteriors per tornar-los més acceptables, cosa que els va assegurar bones vendes i la consecutiva popularitat dels seus treballs.

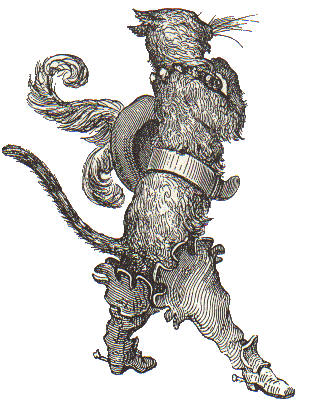
El gat amb botes, gravat de Gustave Doré.

Tals formes escrites, a més d'extreure trets dels contes populars antics, van influir en els relats del folklore d'aquesta època. Els germans Grimm van rebutjar diversos contes per a la seva col·lecció, encara que molts altres els van escoltar dels alemanys, a causa que els contes eren derivats de Perrault. A la fi, aquests van concloure que eren contes francesos i no alemanys. Davant d'això, van rebutjar una versió oral de Barbablava, i van decidir incorporar en canvi al conte Briar Rose, clarament relacionat amb La bella dorment de Perrault, atès que Jacob Grimm va convèncer al seu germà que la figura de Brunilda provava que la història de la princesa dorment pertanyia al folklore alemany. Aquesta qüestió relacionada amb l'origen de la bella dorment va reflectir una creença comuna entre els folkloristes del segle XIX: que en la tradició popular es preservaven contes de fades en formes antigues, excepte quan aquests havien estat «contaminats» per les formes escrites, fet que va portar a la gent a relatar contes no autèntics o «contaminats». Atès que es concebia al poble com l'«ermità analfabet i convenientment aïllat», els folkloristes alemanys els van explicar contes populars purs, entre els quals s'incloïen els contes de fades. A vegades, van arribar a considerar els contes de fades com una forma de «fòssil»; per a ells, cada relat del gènere era el residu del què alguna vegada havia estat un conte perfecte. No obstant això, investigacions posteriors han conclòs que els contes de fades mai van tenir una forma fixa, i independentment de la influència literària, els narradors orals constantment els alteraven per als seus propis propòsits.
El treball dels germans Grimm va influir a altres recopiladors, als que va inspirar a seleccionar contes i a creure amb un esperit de nacionalisme romàntic que els contes de fades d'un país eren particularment representatius d'aquest, fins al punt de posar en dubte qualsevol influència cultural externa en el seu contingut. Entre els influenciats van estar el rus Alexander Afanasiev (el llegat va començar a publicar-se en 1866), els  noruecs Peter Christen Asbjørnsen i Jørgen Moe (l'any 1845), el romanès Petre Ispirescu (el 1874), l'anglès Joseph Jacobs (l'any 1890) i Jeremiah Curtin, un nord-americà que va reunir contes irlandesos, a partir de 1890. Alguns  etnògrafs van compilar contes de fades a tot el món, trobant contes semblants a Àfrica, Amèrica i Austràlia. Andrew Lang va ser capaç de recórrer no només als contes escrits d'Europa i Àsia, sinó també als recollits pels etnògrafs, per completar una sèrie de llibres de fades que es va caracteritzar per estar conformada d'episodis que feien referència a diferents colors (com ara El llibre blau de les fades, El llibre verd de les fades, entre d'altres). A més, els Grimm van encoratjar a altres recopiladors de contes de fades, cas de la col·lecció de Yei Theodora Ozaki, Japanese Fairy Tales (1908), creada pels ànims de Lang. Simultàniament, escriptors com Hans Christian Andersen i George MacDonald van continuar la tradició dels contes de fades en la seva forma escrita. El treball d'Andersen, de vegades, es va basar en contes populars antics, encara que va resultar més freqüent el fet que utilitzés motius i trames del gènere per crear nous relats. MacDonald va incorporar així mateix motius dels contes de fades en nous contes, com ara la princesa de la llum, i en treballs del gènere que haurien de convertir-se en fantasia, cas de La princesa i el follet i  Lilith. Un cas que fa més complexa la tasca d'especificar els trets del conte de fades és l'obra The Turn of the Screw que alguns crítics, seguint declaracions l'autor en què diu que per a ell el gènere fantàstic estava més a prop del conte de fades, s'han classificat aquesta obra com conte de fades sinistre.

## Versions contemporànies

### Literatura

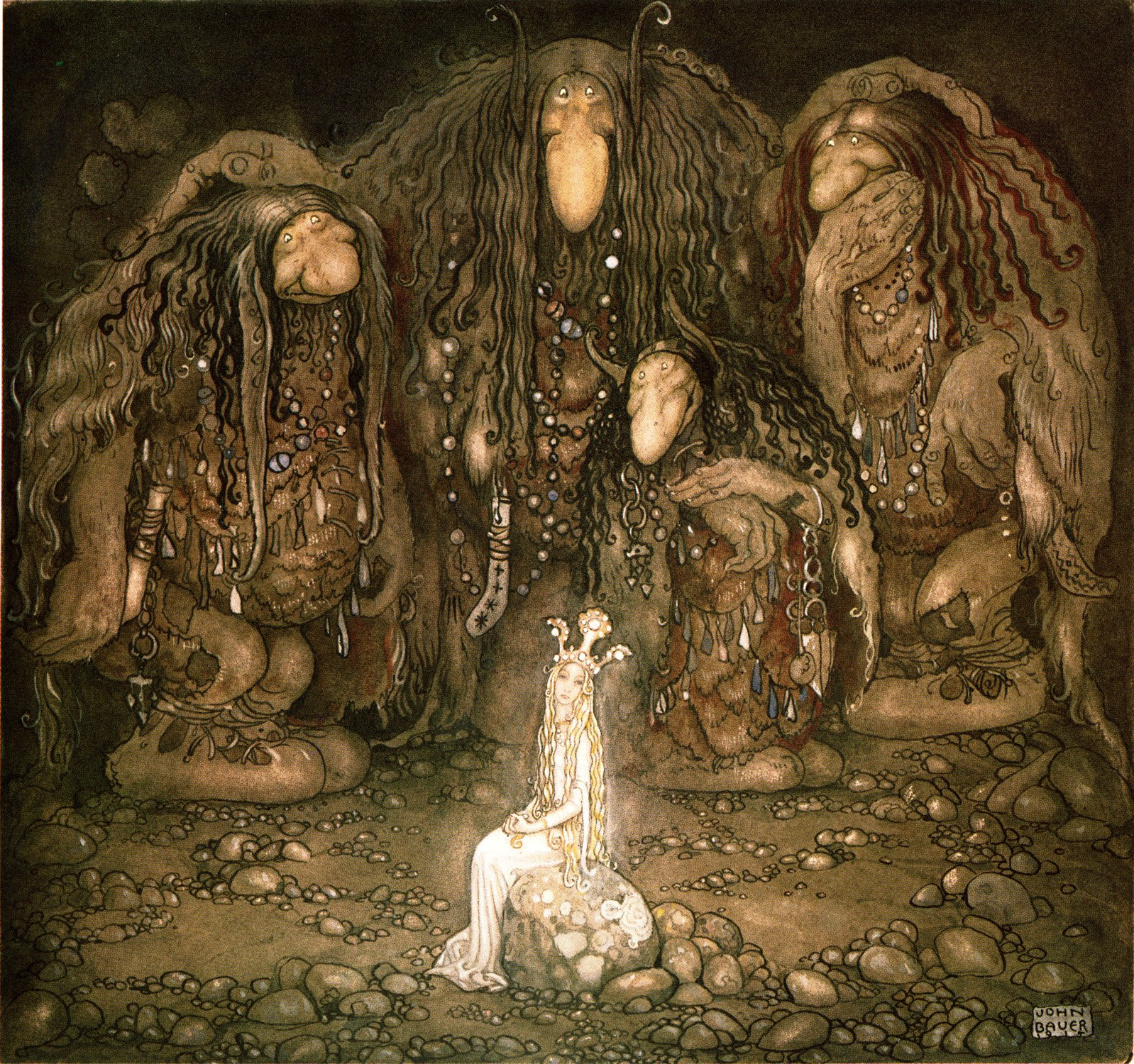
Il·lustració de John Bauer de trols i una princesa per a una col·lecció sueca de contes de fades.

A la  literatura contemporània, molts autors han recorregut al gènere «contes de fades» per diverses raons, entre elles examinar la condició humana des del marc senzill que proporciona un conte d'aquest gènere. Alguns autors busquen recrear una certa sensació de la fantasia en un discurs contemporani, mentre que altres escriptors usen les característiques del conte de fades per a explorar temes moderns, el que pot incloure usar els conflictes psicològics de manera implícita en la història, com quan Robin McKinley va adaptar una nova versió de Pell d'ase en la seva novel·la Deerskin, la qual fa èmfasi en el tracte abusiu d'un pare envers la seva filla. A vegades, especialment en la literatura infantil, els contes de fades són reelaborats amb un nou gir en la trama simplement per afegir un efecte còmic, com amb El pudent home formatge i altres contes meravellosament estúpids de Jon Scieszka i The ASBO Fairy Tales de Chris Pilbeam. Un motiu còmic comú és un món on elements de tots els contes de fades coexisteixen, i els personatges són conscients del seu rol en la història, com per exemple en la sèrie cinematogràfica de Shrek, que consisteix en una paròdia del gènere.
Altres autors poden tenir raons més específiques, com ara revaloritzacions multiculturals o feministes de contes dominats pel masclisme eurocèntric, implicant la crítica de les antigues narratives. la figura de la damisel·la en dificultats ha estat especialment atacada per molts crítics feministes. Exemples d'inversions narratives en on es rebutja aquesta figura són La princesa vestida amb una bossa de paper de Robert Munsch, un llibre infantil il·lustrat en el qual una princesa rescata un príncep, o La cambra dels horrors d'Angela Carter, on es relaten diversos contes de fades des d'un punt de vista feminista, a més de la col·lecció de relats  Les rondalles del bard Gallard on l'autora utilitza personatges femenins que no requereixen l’auxili de l'home. Un ús interessant del gènere va ocórrer en un diari sobre tecnologia militar titulat  Defense AT&L, el qual va publicar un article en forma d'un conte de fades anomenat Optimizing Bi-Modal Signal / Noise Ratios. Escrita pel comandant nord-americà Dan Ward (Força Aèria), aquesta història s'incorpora a una fada anomenada Garble per tal de representar les avaries existents en la comunicació entre els operadors i els desenvolupadors de tecnologia. L'article citat va resultar influenciat directament per George MacDonald.
Altres figures destacables que han emprat contes de fades en les seves obres són Oscar Wilde, A. S. Byatt, Jane Yolen, Terri Windling, Donald Barthelme, Robert Coover, Margaret Atwood, Kate Bernheimer, Espido Freire, Tanith Lee, James Thurber, Robin McKinley, Isaac Bashevis Singer, Kelly Link, Bruce Holland Rogers, Donna Jo Napoli, Cameron Dokey, Robert Bly, Gail Carson Levine, Annette Casa Hyder, Jasper Fforde, entre molts altres més.
Podria ser difícil establir una regla entre els contes de fades i les fantasies que fan servir motius del gènere conte de fades, o fins i tot trames completes, però la distinció és comunament feta, fins i tot dins dels treballs d'un autor individual: Lilith i Phantastes de George MacDonald són considerats com relats fantàstics, mentre que les seves obres La princesa de la llum, La clau daurada i La dona sàvia són catalogades com contes de fades. La diferència més notable és que les fantasies fan ús de les convencions novel·lístiques de la prosa, la caracterització i l'escenari.

### Cinema

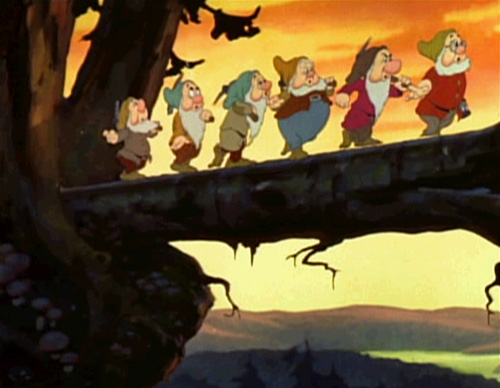
Escena de Snow White and the Seven Dwarfs, el primer llargmetratge animat de Walt Disney estrenat al desembre de 1937.

Els contes de fades han estat difosos de forma histriònica; existeixen registres d'això en la comèdia de l'art, i més tard al pantomim. l'arribada del cinema ha significat que aquestes històries poden ser presentades en una manera més plausible amb l'ús d'efectes especials i animació; la pel·lícula de Disney Snow White and the Seven Dwarfs, estrenada l'any 1937, es va convertir en un film innovador per als contes de fades i, de fet, per al gènere dels relats fantàstics en general. La influència de Disney va ajudar en certa forma a establir els contes de fades com un gènere per a nens, si bé se li ha criticat per fer que els finals dels contes de fades acabessin en situacions positives, en contrast al dolor i el sofriment («finals no feliços») de molts contes de fades antics.
Diversos contes de fades que han estat filmats es van destinar primordialment als nens, des dels projectes contemporanis de Disney fins a la reedició d'Aleksandr Rou de Vasilisa la bella, la primera pel·lícula soviètica a usar contes del folklore rus en una producció de gran pressupost. D'altres han fet servir les convencions dels contes de fades per crear noves històries amb sentiments més rellevants per a la vida moderna, com el cas de  Labyrinth , les produccions visuals de Michel Ocelot, i la producció  Per sempre més d'Andy Tennant.
Altres treballs han adaptat els contes de fades familiars en una variant més aterridora o psicològica destinada principalment per als adults. Exemples notables d'això són  La Bella i la Bèstia de Jean Cocteau i En companyia de llops, basada en una reedició d'Angela Carter del popular relat Caputxeta Vermella. Així mateix, La princesa Mononoke i El laberinto del fauno van incorporar característiques dels contes de fades a partir de motius propis del gènere i el folklore.
Les sèries animades de televisió i còmics The Sandman, Shōjo Kakumei Utena, Princess Tutu, Fables i MÄR, fan ús totes elles d'elements estandarditzats dels contes de fades en diverses extensions, encara que es considera que pertanyen exactament al gènere fantàstic a causa de les locacions i personatges categòrics, elements que una narrativa més llarga requereix. Una producció cinemàtica més moderna d'un conte de fades seria  Nits blanques de Luchino Visconti, protagonitzada per l'encara desconegut Marcello Mastroianni. La pel·lícula conté diverses convencions romàntiques del gènere, tot i tenir lloc a la Itàlia posterior a la Segona Guerra Mundial i comptar amb un final més realista.

## Transmissió transcultural

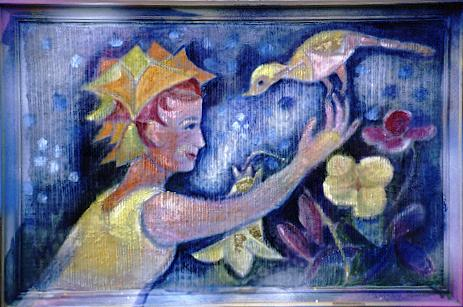
Pintura a l'oli feta l'any 1987 i titulada Spiel am Morgen, traduït a «Joc al matí»

Un parell de teories sobre els orígens dels contes de fades ha intentat explicar els elements comuns que apareixen en aquest tipus de contes a tot el món. Una d'elles afirma que un únic punt d'origen va generar un determinat conte, que després s'hauria de difondre al llarg dels segles, i l'altra considera que els contes de fades es deriven de l'experiència humana comuna i, per tant, poden aparèixer per separat i provenir de molts orígens diferents. Es poden trobar els contes de fades amb trames, personatges i motius molt similars en diverses cultures diferents. Molts investigadors sostenen que això és conseqüència de la difusió dels contes, ja que la gent repeteix els relats que ha escoltat en països estrangers, tot i que la naturalesa oral fa impossible traçar la ruta, excepte per inferència. al seu torn, alguns folkloristes han tractat de determinar l'origen per evidència interna, que no sempre pot ser considerada com del tot comprensible; Joseph Jacobs, al comparar el conte escocès The Ridere of Riddles amb la versió dels germans Grimm, The Riddle, va percebre que en el primer un heroi finalitza casat de forma poligàmica, un aspecte que podria derivar-se d'un costum antic, encara que en l'últim, fins a l'endevinalla més senzilla podria suggerir una major antiguitat.
Folkloristes del corrent finlandès van intentar vincular els contes de fades amb els seus orígens, obtenint resultats inconclusos al respecte. A vegades, la influència si es tracta especialment d'una àrea i temps limitats és més evident, per exemple si es considera la influència dels contes de Perrault en els escrits recopilats pels Grimm. Sembla que, sota aquest raonament, Little Briar-Rose manlleva elements de La bella dorment, així com el conte dels Grimm aparenta ser l'única variant independent a Alemanya. tanmateix, l'acord final entre l'inici de la versió dels Grimm de Caputxeta Vermella i la història de Perrault assenyala una influència del segon sobre el primer -encara que el relat dels germans Grimm incorpora un final diferent, probablement derivat de El llop i les set cabretes -.
Així mateix, els contes de fades tendeixen a adoptar el to corresponent a la seva ubicació per mitjà de l'elecció dels motius, l'estil en què estan comptats i les descripcions tant del personatge com de la regió.

## Vincle amb els nens
Al principi, la principal audiència dels contes de fades era la població adulta; inclusivament, les versions escrites del gènere van aparèixer originalment en obres per a adults, encara que en els  segles XIX i XX el conte de fades va començar a ser associat amb la literatura infantil.

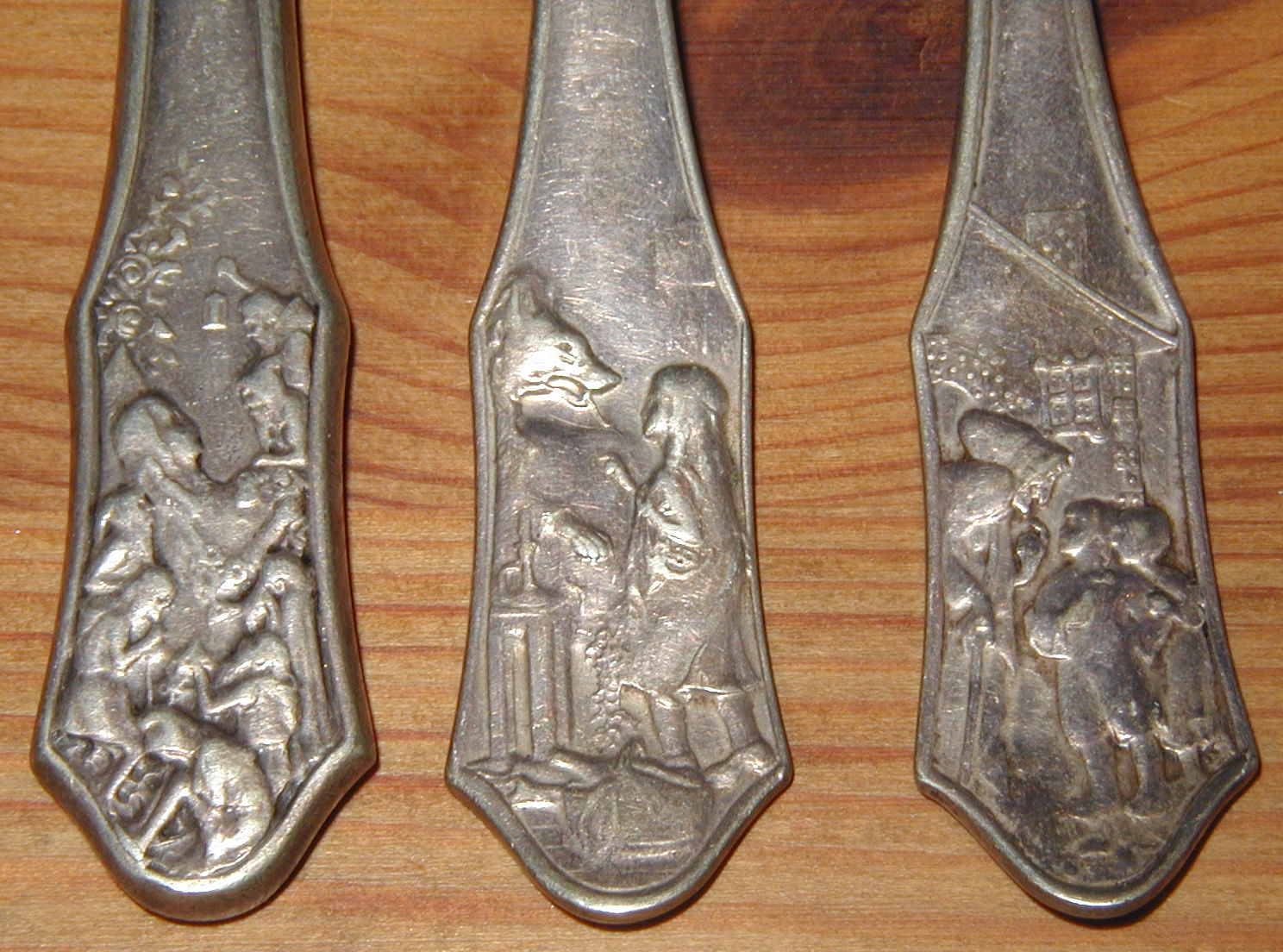
Coberts per a nens amb detalls que mostren escenes dels contes de fades Blancaneus, Caputxeta Vermella i Hansel i Gretel.

Els preciosistes, entre ells Madame d'Aulnoy, van destinar els seus treballs als adults, però van considerar que aquests podien haver estat relatats als fills de minyones i dones de classe baixa per les seves mares. en efecte, en una novel·la d'aquesta època, on es descriu l'oferiment del pretendent d'una comtessa per explicar un conte, la comtessa exclama que adora els contes de fades tant com una petita nena. Jeanne-Marie Leprince de Beaumont, una de les últimes preciosistes, va redactar una versió infantil de la Bella i la Bèstia, la qual roman encara com la versió més coneguda del conte original. A seu torn, els germans Grimm van denominar a la seva col·lecció  Kinder- und Hausmärchen  (contes dels nens i la llar) però van ser obligats a reescriure els seus contes a causa de diverses queixes que els seus relats no eren aptes per a les audiències infantils.
A l'Edat Contemporània, els contes de fades han estat alterats de manera que puguin ser llegits als nens. Els germans Grimm es van concentrar sobretot en erradicar les referències sexuals; en la primera edició de Rapunzel es revelen les visites del príncep quan s'esmenta que les robes de la noia s'han encongit, cosa que li permet a la bruixa deduir que ha quedat embarassada; en edicions posteriors això es va modificar. D'altra banda la violència, especialment el càstig als dolents, es va incrementar més, tot i que posteriorment altres van minimitzar aquest aspecte; J. R. R. Tolkien va percebre que les versions infantils de «El ginebre» («The Juniper Tree») excloïen freqüentment el seu to caníbal. la tendència moralista de l'època victoriana va alterar els contes clàssics convertint-los en literatura pedagògica, com per exemple quan George Cruikshank va reescriure la Ventafocs el 1854 per incorporar temes d'abstinència d'alcohol; Charles Dickens va protestar al respecte: «En una època utilitària, d'entre totes, és summament important que els contes de fades siguin respectats».  Psicoanalistes com Bruno Bettelheim, que va considerar la crueltat dels antics contes de fades com un indici dels conflictes psicològics, van criticar fortament aquesta expurgació atès que això afeblia la seva utilitat perquè nens i adults resolguin els seus problemes en el pla simbòlic. Bettelheim va considerar al respecte: «Pot aprendre molt dels contes de fades sobre els problemes dels éssers humans, i de les solucions correctes als seus predicaments en qualsevol societat, més enllà que qualsevol altre tipus de relat que sigui comprensible per a un nen». En la seva anàlisi, el psicòleg detalla que freqüentment els contes de fades serveixen a manera d'espai d'expressió de les preocupacions i el terror que pateixen els menors d'edat, aspectes que els adults no comprenen íntegrament. Això els ajuda a créixer i desenvolupar-se millor en una vida futura.

En enquestes recents, els contes de fades populars han estat descrits com «esgarrifosos i desactualitzats» per a la seva lectura als nens; els contes originalment van sorgir amb finals on el protagonista mor de manera sobtada davant les seves preocupacions i temors, cosa que no s'hi pot incloure en la pedagogia infantil.
L'adaptació de contes de fades per a nens segueix vigent; la pel·lícula Snow White and the Seven Dwarfs de Walt Disney Pictures es va destinar primordialment (encara que no només) per al mercat infantil. mentre que l'anime Les Aventures de Gigi està basat en el conte de fades Momotarō. de manera semblant, Jack Zipes ha passat diversos anys treballant en l'adaptació de contes antics i tradicionals per tal de tornar-los més accessibles per als lectors moderns i els seus fills.
A les dependències escolars de Waldorf, els contes de fades són usats en primer grau com una part central de l'currículum. El treball de Rudolf Steiner en el desenvolupament humà mostra que entre les edats de sis i set anys, la ment d'un nen aprèn millor a través de la narració de contes, ja que els arquetips i la naturalesa màgica dels contes de fades atrauen els nens d'aquestes edats. La naturalesa dels contes de fades, en la tradició oral, millora a més l'habilitat d'un infant per a visualitzar una narrativa parlada, així com per recordar la història d'acord l'ha escoltat.

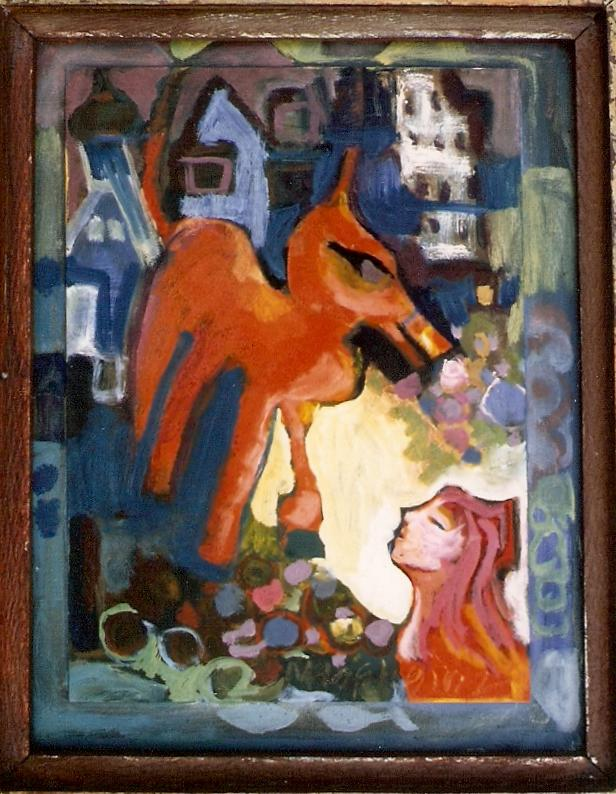
Pintura a l'oli feta a 1966 i titulada Das Tier, traduït com «L'animal»

Els contes de fades també poden ser analitzats des d'una perspectiva  construccionista. A «The Domain of Style» del llibre  Analyzing Prose , Richard Lanham va suggerir que «la forma en què diem alguna cosa determina el que diem». Sota aquest enfocament, els contes de fades produeixen impressions en les interpretacions que els nens fan sobre la comunicació i de la vida; aquest tipus d'històries els transmeten als nens missatges sobre l'amor, la vida, els miracles i els finals feliços. Lanham va opinar el següent sobre aquest procés: «Percebem el món tant activa com recreativament; no només registrem un món que 'ja hi és'. Percebre el món també significa compondre-, per tal de donar-li sentit a les coses». La ment d'un nen és jove i influenciable; el que ells veuen i escolten quan són petits pot afectar la manera en què concebran la vida. Els pares llavors tracten de brindar i ensenyar-li tot el que poden als seus fills, encara que certament no hi ha un manual sobre com educar els nens. D'aquesta manera, els pares de família poden veure en els contes de fades un recurs per mostrar-los als seus fills una perspectiva diferent dels significats de l'amor, les relacions socials i la felicitat. En un assaig de Communication as ...: Perspectives on Theory, John Durham Peters va afegir:
| « | «Els pares gasten molts diners i bolquers, i donen molts petons i ordres, encara que mai aconsegueixen saber a profunditat què és el que en realitat funciona i què no perquè un ésser humà pugui desenvolupar-se. Moltes coses ocorren en els primers dos anys de vida, quan un nen amb prou feines pot parlar i està aprenent el que significa una interacció. Alimentar, criar i canviar [de roba] a un infant difícilment poden ser pràctiques de diàleg, encara que resulten immensament comunicatives. Si el diàleg es defineix com compartir el temps i la companyia, més enllà d'un esforç conjunt de comprensió mútua, llavors és clar que les anteriors pràctiques són de diàleg, tot i que la naturalesa asimètrica de la interacció -un amor desemparat i desvergonyit a canvi de la protecció i el sustento- converteix la difusió en un model més apte» | » |
| — | |   |

Si sou nens, vam intentar bloquejar i oblidar els horrors que comporta el creixement, de manera que definitivament no tindrem l'oportunitat de tornar a experimentar aquesta mateixa sensació en cap altre moment de les nostres vides. «Oblidar és una part de l'aprenentatge. La revelació és relativament excepcional. En efecte, la major part del que experimentem en qualsevol context no es registra ni tan sols en la consciència: el moment present proporciona la sensació suficient per escapar d'una vida d'anàlisi». Els contes de fades seran font de referència per al nen durant els pròxims anys; els infants recorreran a aquest tipus d'històries per mostrar com van comprendre el que fins aquell moment coneixien i què és el que volen obtenir de la vida. Aquest mateix gènere es comunica a cada persona d'una forma diferent; depèn de nosaltres expressar el que un conte de fades ens transmet i les nostres interpretacions al respecte. La visió construccionista tracta de comprendre la comunicació a través de diversos conceptes i interpretacions; i igual que aquesta, els contes de fades compten amb un seguit de versions i interpretacions diferents.

## Classificacions

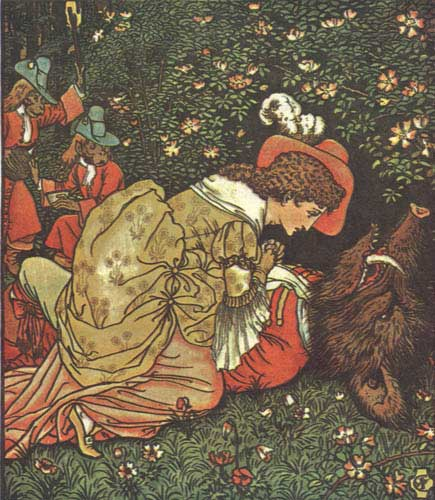
Una il·lustració de La Bella i la Bèstia feta per Walter Crane

Qualsevol comparació dels contes de fades ràpidament fa notar que diversos relats del gènere tenen característiques semblants entre si. Dues de les classificacions més influents són la d'Antti Aarne, revisada per Stith Thompson i convertida en el sistema Aarne-Thompson, i l'obra Morfologia del conte de Vladimir Propp.

### Aarne-Thompson
Aquest sistema agrupa els contes tradicionals i de fades basant-se en la seva trama completa. Així, se seleccionen característiques d'identificació en comú per decidir quins contes s'agrupen entre si.
Per exemple, contes com Ventafocs -en el qual una heroïna perseguida, amb l'ajuda de la fada protectora o un ajudant màgic semblant, assisteix a un esdeveniment (o tres) on s'enamora d'un príncep i és identificada com la seva veritable esposa-, són classificats com a tipus 510, corresponent a l'«heroïna perseguida». En aquesta mateixa classificació també s'inclouen els relats The Wonderful Birch (versió finlandesa de Ventafoc ), Aschenputtel (versió alemanya), Katie Woodencloak (versió noruega), The Story of Tam and Cam (versió vietnamita), Ye Xian (versió xinesa), Cap O 'Rushes (versió anglesa), Catskin (una altra versió anglesa), Fair, Brown and Trembling (versió irlandesa), Finette Cendron (versió francesa), Allerleirauh (versió dels Grimm), Tattercoats (versió anglesa) i Estrellita de oro (versió espanyola).
Una anàlisi més profunda dels relats mostra que a Ventafocs, The Wonderful Birch, The Story of Tam and Cam, Ye Xian, i Aschenputtel, l'heroïna és perseguida per la seva madrastra i no se li concedeix el permís per assistir a un ball o un altre esdeveniment, mentre que a Fair, Brown and Trembling i Finette Cendron és assetjada per les seves germanes i altres figures femenines, i per això són classificats com 510A; d'altra banda, a Cap O 'Rushes, Catskin i Allerleirauh, la protagonista és marginada a casa per les persecucions del seu pare, i ha de posar-se a treballar en una cuina radicada a un altre lloc. Aquests últims pertanyen a l'agrupació 510B. No obstant això, a Katie Woodencloak, ella s'encarrega de les tasques casolanes sent assetjada per la seva madrastra per després prestar els seus serveis en una cuina. Finalment, a Tattercoats, és el padrastre qui refusa que l'heroïna acudeixi a la dansa. Amb característiques en comú de les dues divisions del grup 510 (això és 510A i 510B), Katie Woodencloak és classificat com 510A pel fet que el malvat és la madrastra, mentre que Tattercoats és marcat com 510B a causa que el padrastre assumeix el paper de pare de la protagonista.
No obstant això, aquest sistema té les seves debilitats en la dificultat de no tenir una manera de classificar les subporcions d'un conte com ho són els motius. Rapunzel és de tipus 310 («La donzella a la torre»), tot i que s'inicia amb una nena a la qual se li exigeixen certes tasques a canvi de menjar, tal com Puddocky; però, a Puddocky no hi ha una donzella a la torre, mentre que el relat italià The Canary Prince si entra en el tipus assenyalat, ja que comença amb una madrastra gelosa.
A més, el sistema Aarne-Thompson permet enfocar-se en elements comuns, en la mesura que el folklorista pot percebre a Black Bull of Norroway com la mateixa història que La Bella i la Bèstia. L'anterior és útil en primera instància, però no té en compte el to i els detalls emprats en una història.

### Morfologia
Encara que Vladímir Propp va estudiar específicament una col·lecció de contes de fades russos, la seva anàlisi ha estat útil també per l'examen de contes d'altres països. 

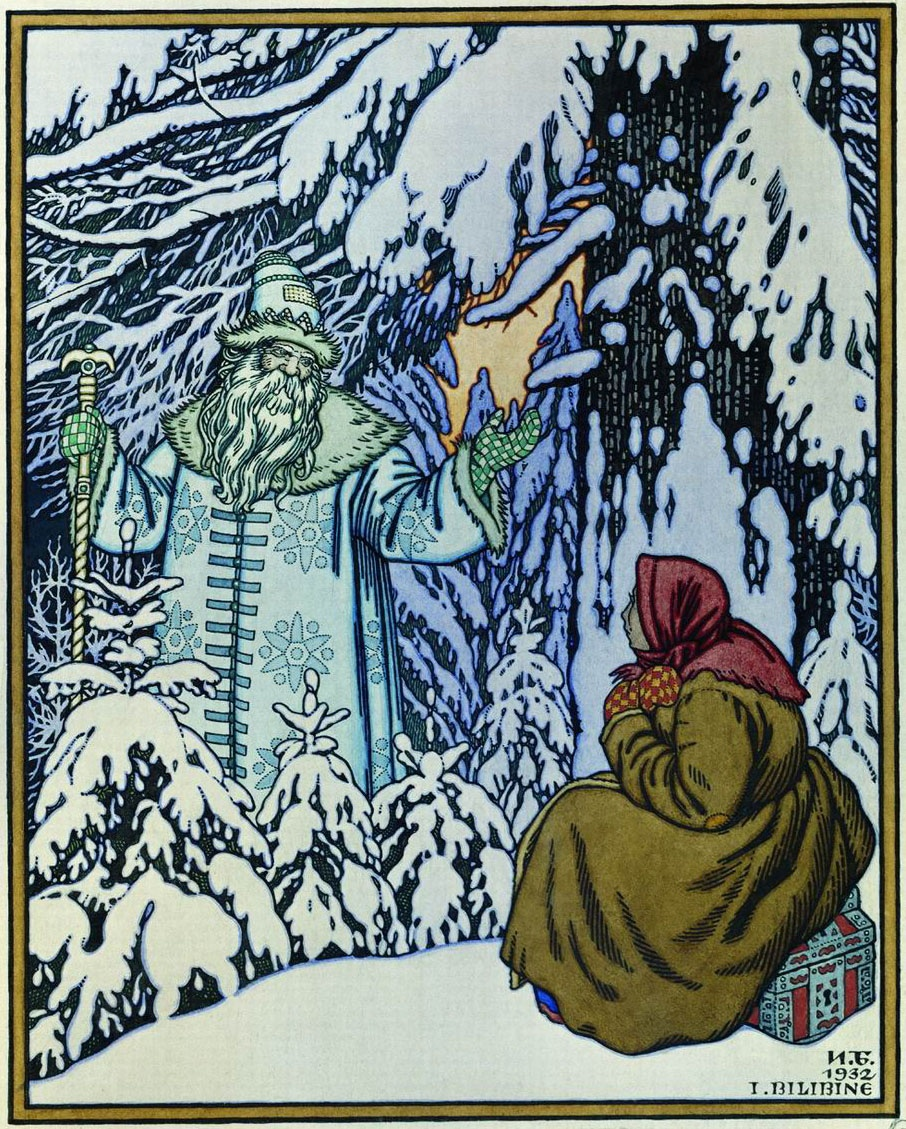
El pare Frost actua com una fada protectora en el conte de fades rus Father Frost, posant a prova a l'heroïna abans de donar-li les seves riqueses.

Després d'haver criticat l'anàlisi d'Aarne-Thompson per ignorar l'efecte dels motius en les històries, i perquè els motius usats no eren del tot clars, Propp va analitzar els contes per la funció que cada personatge i acció complia, concloent que un relat estava compost de 31 elements i vuit tipus de personatges. Prenent en consideració que no calen tots els elements per a cada un dels contes, quan aquests apareixien ho feien en un ordre invariable -excepte que cada element individual havia de ser negat en dues ocasions-, de manera que apareixeria fins a tres vegades, com quan a Brother and Sister el germà refusa beure de fonts encantades en dues ocasions, i en el tercer intent quan resulta encantat.
Un d'aquests elements és la fada protectora que li proporciona assistència màgica a l'heroi, de vegades posant-lo a prova. A L'ocell d'or, el llop parlant avalua a l'heroi al advertir-li que no entri a l'hostal i, després que ho aconsegueix, l'ajuda a trobar l'objecte de la seva recerca; a The Boy Who Drew Cats, el sacerdot aconsella a l'heroi que es quedi a llocs petits a la nit, la qual cosa hauria de protegir-lo d'un esperit maligne; a Ventafocs, la fada protectora li dona a Ventafocs el vestit que necessita per assistir a la dansa, tal com els esperits de les seves mares ho fan igualment a Bawang Putih Bawang Merah i The Wonderful Birch; a The Fox Sister, un monjo budista li dona unes ampolles màgiques als germans protagonistes per tal que les facin servir per protegir-se contra l'esperit d'un llop. No obstant això, a vegades els rols poden tornar-se més complicats. Tal és el cas de The Red Ettin, on el protagonisme es divideix en la mare -qui li ofereix a l'heroi la totalitat d'un premi amb la seva maledicció o la meitat amb la seva benedicció- i quan ell pren la meitat, una fada li dona suport amb consells; a Mr Simigdáli, el sol, la lluna i les estrelles li donen a l'heroïna un obsequi màgic. A més, els personatges que no sempre actuen com les fades protectores poden assumir aquest rol. A Kallo and the Goblins, els follets dolents també li donen regals a l'heroïna, encara que en realitat són falsos; a Schippeitaro, els gats antagonistes revelen el seu secret a l'heroi, donant-li els mitjans perquè aquest els derroti. Fins i tot, en altres contes de fades, com The Story of the Youth Who Went Forth to Learn What Fear Was, no hi ha cap fada protectora. Les analogies s'han traçat entre aquest sistema i l'anàlisi dels mites fet a l'L'heroi de les mil cares. No obstant això, l'anàlisi de Propp ha estat també criticat per ignorar el to, humor, els personatges i, de fet, tot el que diferencia un conte de fades d'un altre.

## Interpretacions

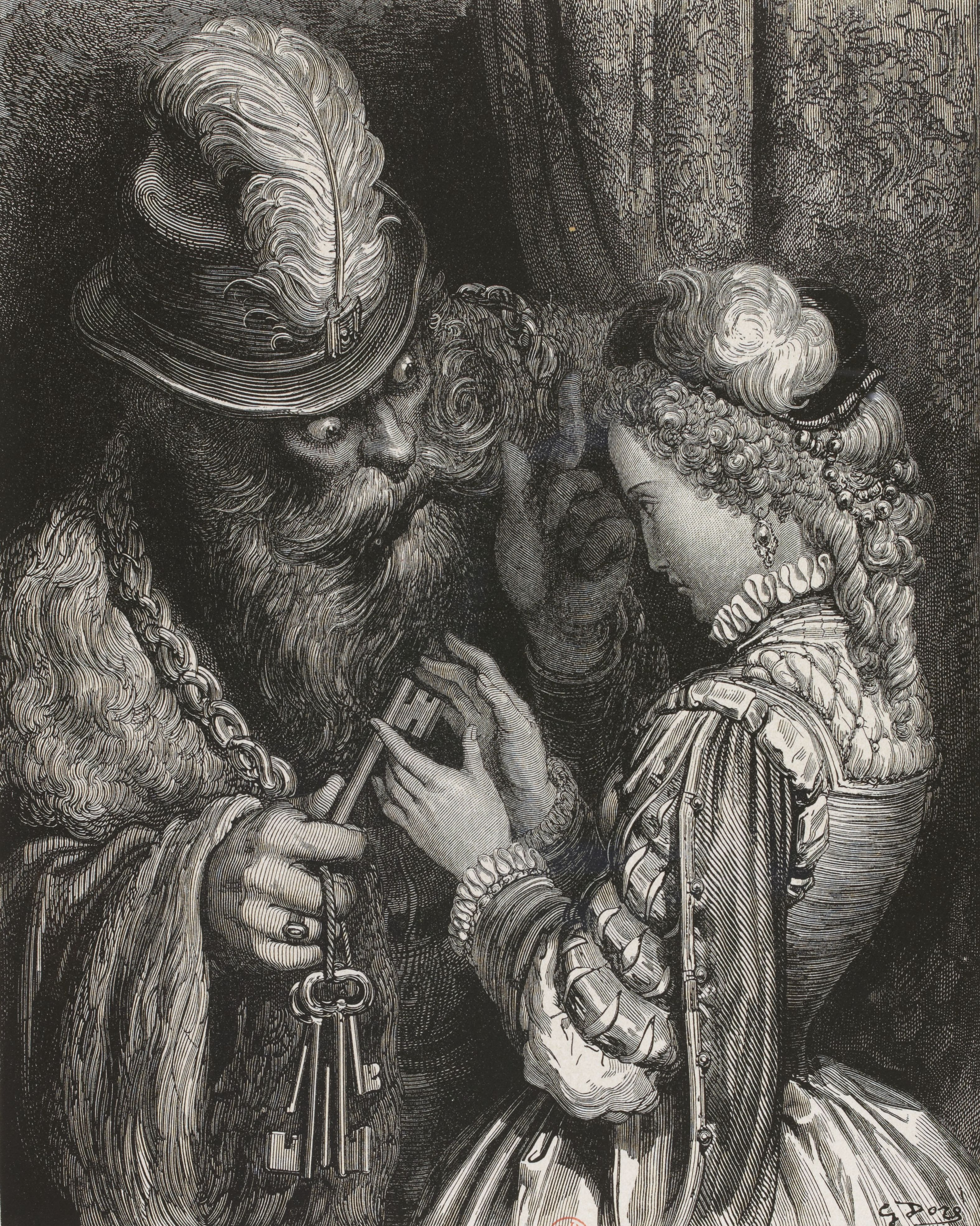
Barbablava li dona a la seva dona una clau -un motiu específic de la variant d'aquest conte de fades-.

Moltes variants, especialment les que estan orientades als nens, van incorporar una moralitat en les seves trames. Perrault concloïa les seves versions amb una, encara que no sempre se'ls va considerar com un aprenentatge moral: Ventafocs, per exemple, finalitza amb l'observació que la bellesa i personalitat de l'heroïna podrien arribar a ser inútils sense la presència de la seva protectora, reflectint la importància de les connexions socials, encara que també podria simbolitzar un significat de tipus espiritual.
Diversos contes de fades han estat interpretats per la seva suposada importància. Una interpretació mitològica va considerar que molts contes de fades, incloent-hi a Hansel i Gretel, La bella dorment i El rei gripau, són mites solars; aquesta forma d'interpretació és poc popular avui en dia. Diversos contes de fades han estat també sotmesos a anàlisis psicològiques com el psicoanàlisi freudià i el junguià, però mai s'ha establert una manera d'interpretació definitiva.
Les anàlisis més específiques, amb freqüència han estat criticades per prestar una gran importància als motius que no formen, en realitat, part del relat; això tendeix sovint a derivar-se de tractar un conte de fades com el text definitiu, en el qual el conte ha estat comptat o reeditat en moltes variacions. En les variants de Barbablava, la curiositat de l'esposa és traïda per una clau tacada de sang, pel trencament d'un ou o pel cant d'una rosa que ella portava en aquell moment, sense que cap d'aquests factors afecti en si al conte, tot i que les interpretacions de les variants específiques van considerar que l'objecte precís forma realment part del relat.
Altres folkloristes han interpretat els contes com a documents històrics; diversos folkloristes alemanys creuen que els contes que han estat preservats de temps antics, van usar els contes de Grimm per explicar alguns costums arcaics. Altres al seu torn han explicat la figura de la madrastra malvada de forma històrica: moltes dones morien durant el part, els seus esposos es tornaven a casar, i les noves madrastres competien llavors amb els nens del primer matrimoni per diverses raons.

## Reculls més importants
Els contes de fades es transmeten oralment, però els estudiosos els han recollit en diversos volums, que se sumen a aquelles històries creades per un autor i que segueixen el mateix esquema del conte de fades. Els més importants són: 
- Pantxatantra
- Les mil i una nits
- Les nits agradables de Giovanni Francesco Straparola
- Contes d'infants i de la llar, dels Germans Grimm
- Els llibres de les fades d'Andrew Lang